# 湯浅憲明
湯浅 憲明（ゆあさ のりあき、1933年9月28日 - 2004年6月14日）は、映画監督やテレビ番組の監督やディレクターである。

## 人物
東京都世田谷区赤堤に生まれる。
祖母は初期の新派劇女優で、映画にも出演した東日出子。父は松竹蒲田・日活・大映と移り、戦後は東横映画・大映で活躍した俳優の星ひかる、叔父は映画監督の島耕二という演劇一家に育った。
このため、湯浅自身も幼少期は子役として芸能界にデビューしており、帝国劇場での野口英世に関する劇を皮切りに、佐伯英正による原作を叔父の島耕二が監督で映画化した『出征前十二時間』、『前線へ送る夕』などのNHK系の放送劇などに出演していた他、出演作ではあるが戦争の影響で公演が中止になった作品として『フクちゃん南方へ行く』がある。また、叔父・島耕二の作品であり後に「ガメラシリーズ」とも関係性を有する事になる『宇宙人東京に現わる』にもエキストラとして出演している。一方で、醜聞（不倫）の多い環境で育ったことに悩んだ湯浅自身は役者になるという志を持ったことはなく、映画監督になってからも恋愛を題材にした作品を監督することはなかった。また、父の星ひかるは後に憲明が特撮監督を務めた『大怪獣決闘 ガメラ対バルゴン』に出演している。
恰幅がよく丸顔でもあり『ガメラ創世記 -映画監督・湯浅憲明-』によると、『大怪獣ガメラ』の撮影時に島耕二からは「ガメラはぬいぐるみじゃなくて、湯浅監督がそのまま演じればいいんだよ」と冷やかされたという（湯浅自身もインタビューで同様の声があったことを明かしている）。同書にはガメラに演技をつける湯浅監督の写真があり「まるで兄弟のようだ」とキャプションが付けられている。また、湯浅監督が映画に関わったきっかけやガメラ撮影時の苦労と楽しみ、撮影技法などについても詳しい（#関連図書）。
学生時代は吹奏楽部に所属していた。「ガメラシリーズ」の音楽面では基本的には菊池俊輔たちに一任していたが、湯浅自身も独学でトロンボーンを習得して参加していたとされる。この経験は『ガメラマーチ』の制作にも影響を与えた。また、「ゴジラシリーズ」の音楽面に携わった関沢新一は湯浅とは共に清水宏の弟子同士であり（共に子供好きであるという共通点もあった）、関沢の『怪獣マーチ』は『ガメラマーチ』から影響を受けている。
平成になって復活した「ガメラシリーズ（平成三部作）」に対しては、オリジナルシリーズの要素を排除した内容に触れ「あれではガメラ映画じゃないよね」と批判している。また、破李拳竜は「（平成三部作のガメラ像に関して）ガメラのキャラクター性への拘りを持っていたのは高橋二三だが、湯浅自身もゴジラとの方向性の違いを特に重視していた」事を述べている。
ガメラと子供の関係性について、湯浅は自身の子供の頃の第二次世界大戦の体験について言及しており、ナショナリズムやプロパガンダを用いて子供をコントロールしようとする大人を見てきたことが自身のトラウマであったとしており、「子供が信頼して頼れる存在」としてガメラを描写したとしている。また、ガメラシリーズの製作には職人気質を発揮しており、大映の経営状況を反映してガメラ作品を「良い映画ではなくヒットする映画」にするように心がけて子供向けの要素を強めていった。なお、湯浅は1954年の『ゴジラ』については、制作陣の従軍経験ゆえの方向性という背景に理解を示していたものの、犠牲者の描写を好まず、戦争被害を正確に描いていないなどの理由から明確に批判的であった。
共に「ガメラシリーズ」を支えた高橋二三とは非常に仲が良かったが、大映の倒産と『ガメラ 大怪獣空中決戦』の制作を巡る高橋と徳間書店の間に発生した軋轢によって高橋が旧大映の関係者との連絡の一切を絶った余波で疎遠になってしまったという。なお、湯浅の監督デビュー作であり、その失敗が湯浅の「ガメラシリーズ」への関与に帰結する一因となった『幸せなら手をたたこう』も、当初は別の脚本家が担当していたが、大映の幹部からの評価が芳しくなかったために高橋が脚本を修正していた。

## 経歴

### ガメラシリーズ以前
京都に移り、京都府立鴨沂高等学校を経て法政大学法学部法律学科を卒業する。同じく大映に所属していた俳優の田宮二郎は、鴨沂高校の2年後輩であった。
1957年（昭和32年）に、大映東京撮影所監督室に入社。衣笠貞之助・井上梅次・川島雄三・叔父の島耕二らに師事。
1964年（昭和39年）、歌謡青春映画『幸せなら手をたたこう』で監督デビューを果たした。

### ガメラシリーズ時代
東宝の「ゴジラシリーズ」が人気を博す中で、大映も自身の看板怪獣キャラクターを模索していた。
ガメラの名付け親である永田雅一自身によって主導された「六社協定」の影響で大映自身も東宝の特撮技術が使えない状況にあり、「ガメラシリーズ」の前身の企画である『大海魔ダゴラ』と『大群獣ネズラ』は「生きた動物」を使用したことで失敗して様々な騒動の原因になった。『大群獣ネズラ』には湯浅も編集作業に携わった。なお、ネズラの造形物をガメラ作品で使うように何度も要請されていたが湯浅は断っている。
1965年（昭和40年）にシリーズ第一作目である『大怪獣ガメラ』を監督した。本作は「たらい回しの末に湯浅に放り投げられた」とされており、中には「（ガメラが）湯浅自身のキャリアも台無しにするだろう」という声もあった。湯浅が抜擢された背景としては、当時の社員監督で最年少であったこと、『幸せなら手をたたこう』が興行的に失敗してテレビ部門に配属された湯浅が（自身の映画監督としての将来は暗礁に乗り上げたと思っていたが）挽回の機会を欲していたこと、他の関係者が（彼らのキャリアに傷がつくことなどの不安もあって）「ガメラ」をやりたがらなかったことなどが関係している。また、本作の後も湯浅が継続的に特撮に関わり続けなければならなかった原因として、的場徹の円谷プロダクションへの移籍や築地米三郎などのベテラン社員の退社なども重なった他にも、当時の社員監督に求められていた業務の一つとして新人女優のプロモーションがあり、本郷功次郎を筆頭に大映出身の俳優や新人女優のキャリアにとって怪獣映画の有効性が期待されていたという事情もあった。大映の経済状況だけでなく、特撮のスタッフの欠員も当時の大映が東宝と異なって特撮作品を量産できない原因にもなった。
『大怪獣ガメラ』への期待度は大映の社内でも低かったが、永田雅一が周囲の反応と異なって本作を評価し（永田の評を聞いた他の関係者も一転して評価し始めたという）、実際に本作は予想外の成功を収めた。以来、湯浅は本シリーズを続けて担当し、高橋二三とのタッグによって子どもが純粋に楽しめる怪獣映画として人気シリーズに育て上げた。湯浅と高橋による継続的なコンビ体制は当時の大映としては異例であり、たとえば『大魔神』や『座頭市』、『眠狂四郎』などの他の作品群は複数の監督がローテーションで担当していた。
「ガメラシリーズ」によって大映は一時的に持ち直し、この影響で「大魔神シリーズ」や「妖怪シリーズ」も発足し、「第一次怪獣ブーム」や「妖怪ブーム」の発足にも貢献したなど「ゴジラシリーズ」や「ウルトラシリーズ」も含めた特撮界全体に多大な影響を与えており、実質的に「ガメラシリーズ」が単独で大映を倒産まで支えていた。また、「ガメラシリーズ」だけでなく、渥美マリ主演の「お色気映画」や、関根恵子主演の「高校生シリーズ」など社員監督として大映末期の人気シリーズを支えた。
昭和のガメラシリーズの最終作であった『ガメラ対深海怪獣ジグラ』は昭和のシリーズ作品でもとくにストーリー上の展開や整合性の欠落が目立つが、これは会社の倒産が間近に迫る中での制作環境の混乱がより悪化したことが関係しており、湯浅自身も社員監督から契約監督に変更されて残業代が支払われなかった。
また、湯浅と（『コメットさん』や『おくさまは18歳』や『アイアンキング』など複数の企画でも関わりがあった）佐々木守は大魔神のテレビシリーズ化計画に参加する予定だった。湯浅と佐々木の企画と同一か否かは不明瞭だが、実現できなかった大魔神のテレビシリーズ化の試みとしては、大魔神をベースにした変身ヒーロー企画の『魔人斑鳩』も存在している。

### 大映の倒産後
上述の通り、「ガメラシリーズ」は当時の特撮界全体にも大きな影響を与え、本シリーズが末期の大映を実質的に単独で支えていたとされている。
1971年（昭和46年）、湯浅は大映倒産の報を聞いた後に1人で倉庫に篭り、余りの悔しさのために昭和ガメラと他の怪獣の着ぐるみなども含め、周囲にある物を残さず全て叩き壊してしまったという。ただし、これには異説もあり、倒産時に「ガメラシリーズ」の資料が破壊されたのは湯浅の所業ではなく、倒産時に発生したスタッフや従業員の暴動が原因だともされている。そして、大映倒産後の『宇宙怪獣ガメラ』は新規の撮影シーンが非常に少なく、ほとんどを過去作のストック・フッテージに依存している。
『ガメラ対深海怪獣ジグラ』の次に予定されていたガメラ作品は未制作に終わったが、1991年に湯浅と高橋の協力の下で『幻の次回作：ガメラ対ガラシャープ』として簡易的にアイディアが再利用された。
大映倒産に伴ってテレビドラマ界に転出したが、これによって湯浅は当時のテレビ業界の最大のヒットメーカーの一角とも評される程にキャリアを形成した。「岡崎友紀18歳シリーズ」『アイちゃんが行く!』などの青春コメディや、『アイアンキング』・『電人ザボーガー』・円谷プロダクション系作品（後の平成ガメラ三部作にも影響を与えた『ウルトラマン80』・『アニメちゃん』・『コメットさん』）などの児童向けの特撮作品も演出しており、本人も「特撮物は大好きですから」と語っている。
晩年はカラオケ映像の演出などを手がけて活躍していた。
1996年に遺作である『コスプレ戦士キューティ・ナイト2 帝国屋の逆襲』を監督し、同作で湯浅博士というキャラクターとして登場しただけでなく、（月刊マンガボーイズにて『大怪獣ガメラ』に携わった）破李拳竜が演じるガメラへの演技指導も行った。
2004年6月14日、脳溢血のため70歳で他界。訃報は「映画監督協会」の月報に掲載された。大映の関係者もほとんど把握しておらず、湯浅の回想録に携わった唐沢俊一と開田裕治も伝聞で知り、唐沢が湯浅夫人に連絡をした際に、生前「俺はフェイド・アウトでいなくなるから誰にも報せるな」と遺していたため、関係者も湯浅の訃報を後から知ったとされている。

## 湯浅をモデルとしたキャラクター
湯浅の同期で大映の美術課長でガメラ作品にも関与した川村清が、大映の倒産直後に築地米三郎をモデルにした小説『ゴメラの笛』を書いており、この小説には湯浅をモデルにした「星野」というキャラクターが登場しているが、名前の由来は湯浅の実父の星ひかるだとされる。また、『ネズラ1964』にも湯浅をモデルとしたキャラクターの「ユカワ」が登場している。
自身の遺作であり破李拳竜による「カプセル怪獣・ガメラ」の演技も指導した『コスプレ戦士キューティ・ナイト2 帝国屋の逆襲』では「湯浅博士」として登場している。

## 代表作

### 映画
- 女は二度生まれる（1961年）助監督[20]
- お琴と佐助（1961年）助監督[21]
- 雁の寺（1962年）助監督[20]
- しとやかな獣（1962年）助監督[20]
- 幸せなら手をたたこう（1964年）監督
- あゝ零戦（1965年）特撮助監督[22]
- ガメラシリーズ
  - 大怪獣ガメラ（1965年）監督
  - 大怪獣決闘 ガメラ対バルゴン（1966年）特撮監督
  - 大怪獣空中戦 ガメラ対ギャオス（1967年）監督
  - ガメラ対宇宙怪獣バイラス（1968年）監督
  - ガメラ対大悪獣ギロン（1969年）監督
  - ガメラ対大魔獣ジャイガー（1970年）監督
  - ガメラ対深海怪獣ジグラ（1971年）監督
  - 宇宙怪獣ガメラ（1980年）監督
- 蛇娘と白髪魔（1968年）監督
- あゝ海軍（1969年）特撮監督
- あゝ陸軍隼戦闘隊（1969年）特撮監督
- あなた好みの（1969年）監督[23]
- ボクは五才（1970年）監督
- 裸でだっこ（1970年）監督[24]
- 樹氷悲歌（1971年）監督[25]
- 成熟（1971年）監督[26]
- アニメちゃん（1984年）監督[27]
- コスプレ戦士　キューティ・ナイトII　帝国屋の逆襲（1996年）監督[28]

### テレビドラマ
- 捜査検事（1964年）[29]
- 東京警備指令 ザ・ガードマン（1965年）
- 土曜日の虎（1966年）
- あなたならどうする（1967年）[30]
- 純愛シリーズ（1967年）[31]
- 秘密指令883（1967年）
- ドレミファ日記（1968年）[32]
- あなたはいない（1970年）[33]
- おくさまは18歳（1970年）
- 女の時がほしいの（1971年）[34]
- なんたって18歳!（1971年）
- 美人はいかが?（1971年）
- めだかの歌（1971年）[35]
- ママはライバル（1972年）
- アイちゃんが行く!（1972年）
- アイアンキング（1972年）
- GO!GOスカイヤー（1973年）
- まごころ（1973年）[36]
- ラブラブ・ライバル（1973年）※ゆあさのりあき名義
- 隠密剣士 突っ走れ!（1973年）※ゆあさのりあき名義
- 電人ザボーガー（1974年）
- 白い牙（1974年）
- 家なき子（1974年）
- ニセモノご両親（1974年）※ゆあさのりあき名義
- 幸福ゆき（1975年）[37]
- 冒険（1975年）
- 虹のエアポート（1975年）
- 刑事物語・星空に撃て!（1976年）
- パパは独身（1976年）
- 刑事犬カール（1977年）
- 事件(秘)お料理法（1977年）
- いのち果てるまで（1978年）[38]
- コメットさん（1978年）
- けっぱれ!大ちゃん（1979年）
- 噂の刑事トミーとマツ 第1シリーズ（1980年）
- ウルトラマン80（1980年）
- 秘密のデカちゃん（1981年）
- 刑事犬カール2（1981年）
- 噂の刑事トミーとマツ 第2シリーズ（1982年）
- だんなさまは18歳（1982年）
- 恐怖の家族ジェロニモ（1983年）
- 定年ともだち・夢のチーズケーキ（1986年）[39]
- 住宅街の恐怖（1986年）[40]
- 名古屋嫁入り物語II（1990年）

## テレビ出演
- 600 こちら情報部（1980年、NHK）

『宇宙怪獣ガメラ』製作時に出演。同作の演出風景も流された。
- 『ガメラ 大怪獣空中決戦』公開記念特別番組（1995年、日本テレビ）

## その他
- あしやからの飛行（1964年）[2]
- 大群獣ネズラ（1964年）
- 第四回日本ジャンボリー（1966年、ガメラ対宇宙怪獣バイラス#キャストを参照）[2]
- 明るい町[注釈 2][2]
- ガメラスペシャル（1991年）[41]
- 幻の次回作：ガメラ対ガラシャープ（1991年）[15]
- コスプレ戦士　キューティ・ナイト・Version 1.0・3,0（1995年）[42]
- Godzilla, King of the Monsters（1998年）[43]

## 関連書籍
- ガメラを創った男 評伝 映画監督・湯浅憲明：ISBN 4-89366-368-2

唐沢俊一の聞き書きによる回想録。